# Marek Hošťálek
Marek Hošťálek (* 31. května 1969) je český fotbalový trenér a bývalý profesionální fotbalový útočník.

## Hráčská kariéra
Odchovanec Tatranu Bystřice pod Hostýnem zasáhl v nejvyšší soutěži do 4 utkání v dresu Opavy, aniž by skóroval (18.11.2001–09.02.2002). Od ledna do února 1994 byl ve Viktorii Žižkov, první ligu si zde však nezahrál. Ve druhé lize vstřelil celkem 12 branek za Jablonec nad Nisou, Slušovice a Zlín (1993–1998).
V létě 1993 nastoupil za DAC Dunajská Streda ve 4 utkáních Interpoháru, aniž by skóroval.
V dresu Bystřice pod Hostýnem se stal dvakrát po sobě nejlepším střelcem Moravskoslezské fotbalové ligy (2001/02: 17 branek, 2002/03: 18). V této soutěži dal celkem 50 gólů (1995–2005), dalších 8 třetiligových zásahů přidal v České fotbalové lize (1994).
Působil také v nižších rakouských soutěžích (1998–podzim 2000 SV Haitzendorf, 2003/04 SC Retz a 2004/05 USV Allentsteig). Na jaře 2006 pomohl 7 góly v 11 startech zachránit Sokolu Míškovice účast v I. B třídě Zlínského kraje. Poté se vrátil do Bystřice pod Hostýnem, kde hrál také za B-mužstvo. Nastupoval i za TJ Sokol Martinice a FK Komárno - Osíčko.
Od 35 let hrál i za „staré pány“ Bystřice pod Hostýnem.

### Ligová bilance
| Ročník                              | Zápasy | Góly | Minuty | Klub                        |
| ----------------------------------- | ------ | ---- | ------ | --------------------------- |
| ČFL 1992/93                         | –      | –    | –      | Portal Příbram              |
| II. liga 1993/94                    | –      | 3    | –      | Sklobižu Jablonec nad Nisou |
| ČFL 1993/94                         | –      | 5    | –      | SK Roudnice nad Labem       |
| ČFL 1994/95                         | –      | 3    | –      | SK Roudnice nad Labem       |
| MSFL 1994/95                        | –      | 3    | –      | Alfa Slušovice              |
| II. liga 1995/96                    | 16     | 2    | –      | Alfa Slušovice              |
| MSFL 1995/96                        | –      | 1    | –      | ČSK Uherský Brod            |
| II. liga 1996/97                    | 24     | 6    | –      | FC Zlín                     |
| II. liga 1997/98                    | 20     | 1    | –      | Svit Zlín                   |
| MSFL 2000/01                        | –      | 8    | –      | FK Bystřice pod Hostýnem    |
| MSFL 2001/02                        | –      | 17   | –      | FK Bystřice pod Hostýnem    |
| I. liga 2001/02                     | 4      | 0    | 246    | SFC Opava                   |
| MSFL 2002/03                        | –      | 18   | –      | FK Bystřice pod Hostýnem    |
| MSFL 2005/06                        | –      | 3    | –      | FK Bystřice pod Hostýnem    |
| CELKEM I. LIGA (2001–2002)          | 4      | 0    | 246    |                             |
| CELKEM II. LIGA (1993–1998)         | –      | 12   | –      |                             |
| CELKEM III. LIGA – MSFL (1995–2005) | –      | 50   | –      |                             |
| CELKEM III. LIGA – ČFL (1994)       | –      | 8    | –      |                             |

## Trenérská kariéra
Stará se o výchovu fotbalové mládeže v klubu FK Bystřice pod Hostýnem.